# Crouy
Crouy je francouzská obec v departementu Aisne v regionu Hauts-de-France. V roce 2012 zde žilo 2 801 obyvatel.

## Sousední obce
Braye, Bucy-le-Long, Clamecy, Cuffies, Leury, Margival, Soissons, Vregny, Vuillery

## Vývoj počtu obyvatel
Počet obyvatel